# Juan Andrés Gómez
Juan Andrés Gómez Almirón (Curuzú Cuatiá, Corrientes, 25 de janeiro de 1971) é um treinador ex-futebolista profissional argentino que atuava como defensor.

## Carreira
Juan Andrés Gómez se profissionalizou no Argentinos Juniors.

### River Plate
Juan Andrés Gómez integrou o River Plate na campanha vitoriosa da Libertadores da América de 1996.

## Títulos
River Plate
- Taça Libertadores da América: 1996